# Rua 20 (Goiânia)
Rua 20 é uma rua localizada no Centro de Goiânia, capital do estado de Goiás, no Brasil. Reconhecida por seu valor histórico, foi a primeira via residencial de Goiânia, desempenhando papel central no processo de ocupação da nova capital, planejada na década de 1930.

## História
A Rua 20 foi projetada como parte do traçado urbano original de Goiânia, idealizado durante a construção da nova capital pelo então interventor federal Pedro Ludovico Teixeira. Representando os ideais de modernidade da época, a via integrou um conjunto arquitetônico que adotava estilos como o art déco, o neocolonial, o normando e o moderno.
A Rua 20 foi a primeira rua de residências particulares da cidade. Inicia-se na Praça Antônio Lisita, no cruzamento da Avenida Araguaia com a Rua 4, e termina na Avenida Universitária, em frente à Catedral Metropolitana de Goiânia.

## Importância histórica

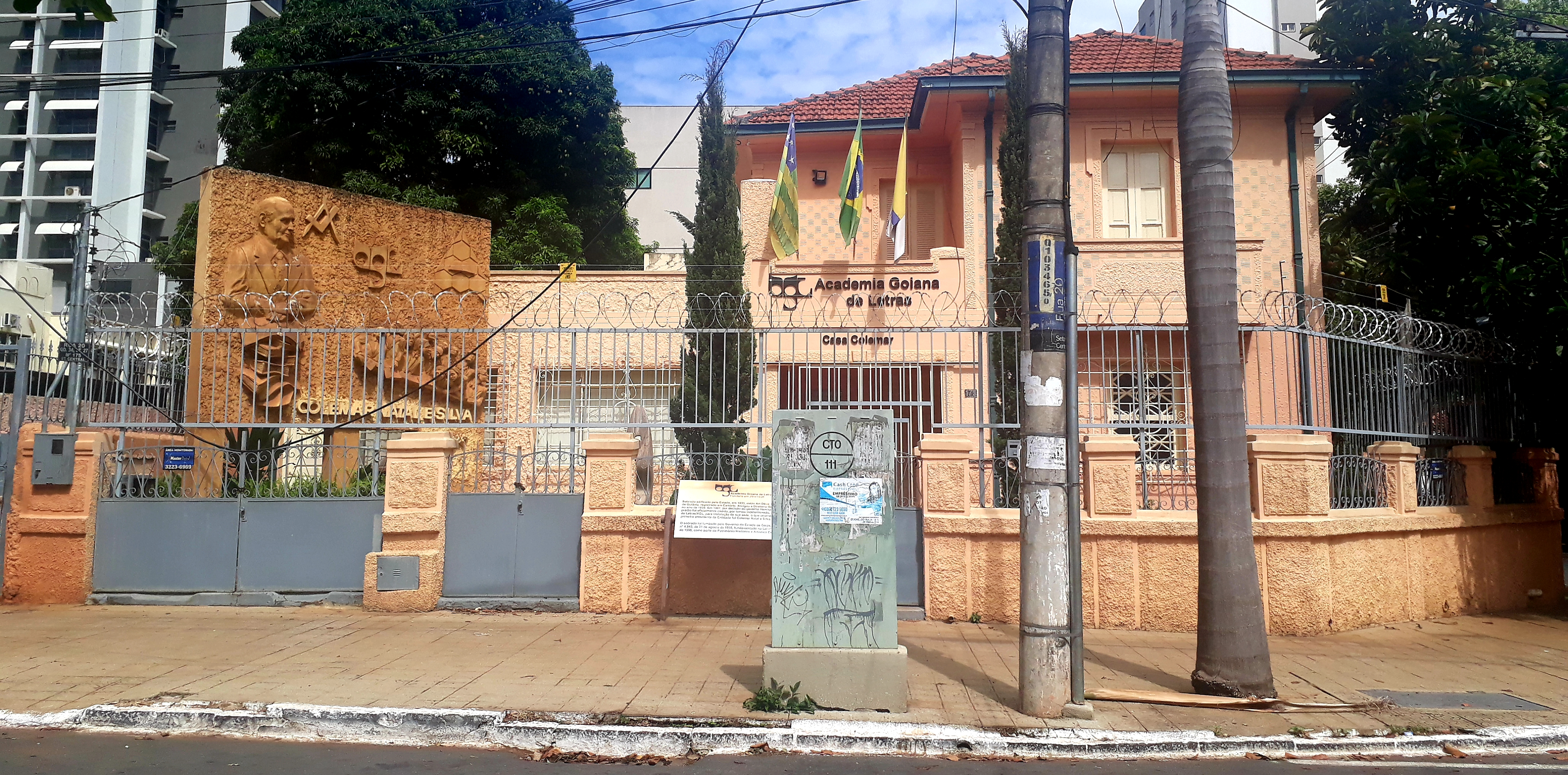
Academia Goiana de Letras (antiga residência do Prof. Colemar Natal e Silva)

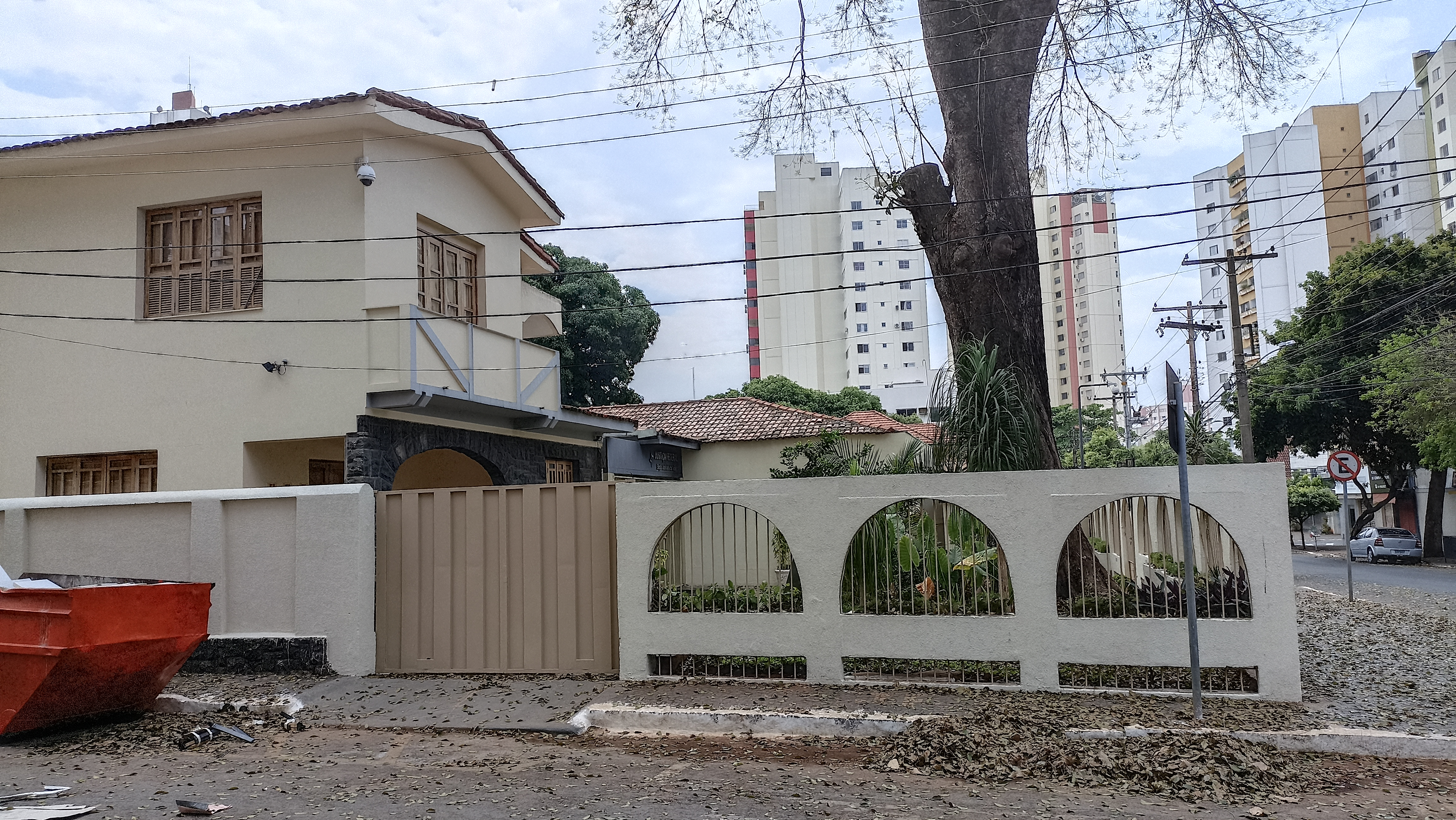
Prédio da Justiça Federal, Goiânia, Goiás, Brasil

A rua também foi conhecida como "Rua da Parada Cívica", antes da construção da Praça Cívica, abrigou personalidades importantes da história goiana e se destacou como espaço reservado à elite política e econômica nos primeiros anos de Goiânia. 
Entre os marcos históricos da via, destacam-se:
- Praça XI de Maio: local onde foram erguidas as primeiras casas da cidade. Também abrigou o Hospital Maria Auxiliadora, dirigido pelo médico Domingos Vigiano, responsável pelo parto de Vicente Arycan, considerado o primeiro goianiense nascido na nova capital.[2]
- Casa nº 1 de Goiânia: Localizado no número 175 da Rua 20, o imóvel é considerado o primeiro registro residencial da nova capital em cartório. Construído em 1935 pelo governo estadual como parte do projeto de urbanização de Goiânia, o sobrado em estilo art déco inicialmente abrigou a Diretoria-Geral da Fazenda, órgão antecessor da atual Secretaria da Fazenda. Em 1936, passou a funcionar como sede do órgão. Após a mudança da repartição, o imóvel foi ocupado pelo advogado, professor e político Colemar Natal e Silva e sua família, que ali residiram até a década de 1980. Posteriormente, a casa foi cedida para sediar a Academia Goiana de Letras (AGL), instituição da qual Natal e Silva foi um dos fundadores. O edifício mantém elementos originais de sua construção e representa um importante marco da ocupação residencial e institucional da Rua 20 nas primeiras décadas de Goiânia.[3][4][5]
- Casa da Memória: Localizada na Rua 20, nº 19, no Centro de Goiânia, funciona no imóvel que abrigou, na década de 1930, o Palácio Provisório do Governo de Goiás, utilizado por Pedro Ludovico Teixeira até a conclusão do Palácio das Esmeraldas. A construção foi uma das dez erguidas na Rua 20 como parte das obras iniciais da nova capital. O prédio sediou também a Faculdade de Direito de Goiás, marco inicial da Universidade Federal de Goiás (UFG), sob direção de Colemar Natal e Silva. Entre 1969 e 1972, funcionou ali o Conservatório de Música da UFG. Em 1973, passou a abrigar a Justiça Federal, tornando-se a primeira sede própria da Seção Judiciária de Goiás. Tombado como Monumento Histórico em 1982, o imóvel foi restaurado e, desde 2007, abriga a Casa da Memória da UFG e da Justiça Federal. O espaço é gerido por meio de acordo de cooperação técnica entre as duas instituições e recebe exposições, atividades educativas e ações de preservação documental conduzidas pelo Centro de Informação, Documentação e Arquivo (Cidarq) da UFG.[6]

## Transformações urbanas
Nas décadas de 1950 e 1960, políticas públicas voltadas à verticalização estimularam a saída da população de maior poder aquisitivo para bairros como o Setor Oeste, Setor Marista e Setor Sul. Esse processo resultou no esvaziamento do centro da cidade e na descaracterização de áreas tradicionais, como a Rua 20.
A partir da década de 1980, com a expansão imobiliária, muitos dos antigos casarões foram demolidos ou substituídos por novas edificações, levando à perda do conjunto arquitetônico original da via.

## Atualidade
Mesmo diante das mudanças, a Rua 20 conserva importantes elementos de seu patrimônio histórico. Ainda é possível encontrar construções da década de 1930, como as residências de Pedro Ludovico e de Colemar Natal e Silva, que permanecem como testemunhos do período fundacional da capital goiana.